# Cheraw Indijanci
Cheraw (Saraw) je pleme američkih Indijanaca porodice Siouan čija je prva poznata lokacija bila blizu izvora rijeke Saluda, današnji okruzi Pickens i Oconee u Južnoj Karolini. 
Mooney (1928) smatra da su identični bivšoj 'provinciji' Xuala u koju je De Soto stigao 1540. Cherawi prije 1700.-te stižu na rijeku Dan blizu južne granice Virginije. Zbog učestalih napada Irokeza 1710. oni se povlače na jugoistok i pridružuju Indijancima Keyauwee. Sjevernokarolinskim kolonistima nije se svidjela ova blizina s Indijancima, pa je guverner Eden proglasio rat Indijancima i uputio poziv Virginiji za pomoć, što je virginijski guverner Spotswood odbio, smatravši ih agresorima. Cherawi tada već žive na gornjem toku rijeke Pee Dee, blizu linije između dviju kolonija. Kako su još trajali napadi Irokeza oni se na koncu između 1726. i 1739. priključe Catawbama. Godine 1759. Cherawi učestvuju s Englezima u napadu na Fort Duquesne (izvorno Fort Du Quesne), utvrdu koju su 1754. podigli Francuzi na mjestu gdje se sastaju vode rijeka Allegheny i Monongahela, današnji Pittsburgh u Pennsylvaniji (sada Point State Park). 
O njima se posljednji puta čuje 1768 kako još žive među Catawbama. 

## Vanjske poveznice
- Cheraw Indian Tribe History